# Нгок Лоцава Лоден Шераб
Нгок Лоцава Лоден Шераб (на тибетски: རྔོག་ལོ་ཙཱ་བ་བློ་ལྡན་ཤེས་རབ) е тибетски будистки деец и преводач.
Роден е през 1059 година. На седемнадесет години той учи с Нгок Легпе Шерап, който е негов чичо. След година заминава за Индия, за да учи с Цен Кхавоче и други известни индийски учители. Учи с много индийски пандити в продължение на седемнадесет години и след това се завръща в Тибет през 1092 година. Става един от най-важните тибетски преводачи, например той превежда прамана (логично/обосновано познание) литературата и абхисамая-аламкара (украшение на чистата реализация) и има огромен принос за будизма в Тибет. Той преподава подробно и става вторият държател на манастира Шангп Сангпху Неутхок, който е основан през 1071 година от Нгок Легпе Шерап – първи държател на манастира Сангпхе Неутхок. Нгок Лоцава Лоден Шераб умира през 1109 година.